# 왕웅 (원백)
왕웅(王雄, ? ~ ?)은 중국 삼국 시대 조위의 관료로, 낭야국 임기현 사람이고, 자는 원백(元伯)이며 태보 왕상의 종씨다. 관직은 유주자사에 이르렀다.

## 행적
탁군태수를 지냈다. 문제 시절, 유주자사가 된 최림에게 최림의 별가를 통해 하북을 관할하는 북중랑장 오질에게 문안하지 않는 것을 염려했다.
왕웅이 유주자사일 시절에, 전예가 사지절 · 호오환교위로 9년간 재직하고 있었는데, 왕웅의 무리가 왕웅에게 오환교위를 겸직케 하고자 전예를 무함하고 변방을 소란스럽게 하였으므로, 전예는 여남태수 · 진이장군으로 전임되었다. 왕웅은 오환교위를 겸직하고 선비족에게 위무책을 펼쳐, 선비족 대인 가비능은 유주에 공물을 바쳤다.
청룡 3년(235년), 황제의 명령으로 용사 한룡(韓龍)을 보내 가비능을 암살하고, 그 아우를 세웠다.

## 친척 관계
- 왕웅
  - 왕혼 (아들)
    - 왕융 (손자)

  - 왕예 (아들)
    - 왕연
    - 왕징 (손자)